# Малозёмов, Сергей Александрович
Серге́й Алекса́ндрович Малозёмов (7 октября 1979, Миасс, Челябинская область) — российский журналист, телеведущий, врач, блогер. Автор и ведущий телевизионных программ «Чудо техники» (с 2012 года) на НТВ и «Живая еда» (с 2016 года), создатель цикла научно-популярных фильмов «Научные расследования Сергея Малозёмова» (2013—2014, с 2022 года), корреспондент информационной службы телекомпании НТВ (2006—2013). Видеоблогер, автор YouTube-канала «Сергей Малозёмов».

## Биография
Сергей Малозёмов родился 7 октября 1979 года в городе Миасс в Челябинской области в семье инженеров-оборонщиков.
В 1996 году окончил миасскую школу № 19 с золотой медалью.
В 2002 году окончил Челябинскую государственную медицинскую академию (ныне — Южно-уральский государственный медицинский университет) с красным дипломом по специальности «лечебное дело».

### Семья
Женат на журналистке Елизавете Малозёмовой (в девичестве — Крючковой). Двое детей от первого брака с учительницей русского языка и литературы Мариной Малозёмовой: сын Лев (р. 2009) и дочь Марьяна (р. 2014).

## Профессиональная деятельность
В 1997 году отправил кассету со своим голосом на челябинскую радиостанцию «Студия-1». Семпл понравился руководству, и Малозёмова пригласили работать диджеем.
В 1998—1999 годах работал на челябинском радио «Интерволна». В 1999—2005 годах — Радио «СИ» (Екатеринбург), Радио «Серебряный дождь — Челябинск», Радио «Эхо Москвы в Екатеринбурге», «Радио Олимп» (Челябинск), телеканал «ТВЦ-Екатеринбург».
В 2005 году завершил обучение на курсе в Школе телевизионного мастерства у Владимира Познера и вскоре переехал в Москву. Здесь ему удалось в 2005 г. устроиться на телеканал НТВ редактором отдела международной информации.
С 2005 года — редактор, корреспондент, а впоследствии — научный обозреватель Дирекции информационного вещания НТВ (программа «Сегодня»). Как специальный корреспондент с осени 2006 года он сделал 9 репортажей для научного блока новостной программы «Сегодня» — информационной программы НТВ. 11 ноября 2008 года снял репортаж о книге Леонида Парфёнова «Намедни. Наша эра. 1961—1970», посвящённой 60-м годам прошлого XX века.
C 2012 года был известен преимущественно как автор и ведущий научно-популярной программы «Чудо техники с Сергеем Малозёмовым».
В 2013—2014 годах занялся проведением научных расследований: выступил в качестве автора и ведущего цикла документальных фильмов «Научные расследования Сергея Малозёмова», в рамках которого вышли такие фильмы, как «Еда живая и мёртвая», «Холод», «Смерть от простуды», «Город-убийца», «Вакцина от жира», «ГМО. Еда раздора», «Ген пьянства», «Соль и сахар. Смерть по вкусу» и «Технология бессмертия». В научных расследованиях говорилось главным образом об угрозах человечества, часть из них была посвящена вопросу опасности тех или иных пищевых продуктов. Широкую известность получило расследование «Еда живая и мёртвая», которое в 2015 году переросло в самостоятельную передачу и продолжилось серией новых документальных фильмов, а с 2016 года проект превратился в научно-кулинарную еженедельную программу «Еда живая и мёртвая» на НТВ. С 1 февраля 2020 года программа «Еда живая и мёртвая» выходит под другим названием — «Живая еда».
В августе 2014 года Сергей Малозёмов пострадал на работе — на съёмках очередного сюжета программы «Чудо техники», упав с велосипеда. После этого в нескольких программах Сергей появлялся в кадре с ортезом на сломанной руке.
В 2017 году был ведущим шоу о стартапах «Идея на миллион» на канале НТВ.
В сентябре 2020 года Сергей Малозёмов стал одним из первых журналистов, испытавших на себе российскую вакцину от коронавирусной инфекции Gam-COVID-Vac.
Также Сергей ведёт канал на сервисе YouTube, который существует с 17 сентября 2017 года.
В 2022 году вернулся к проведению научных расследований. Если ранее основной темой расследований являлись угрожающие человечеству и отдельным людям риски, то теперь акцент смещён в сторону научной оценки и критики распространённых альтернативных и конспирологических гипотез. На сегодняшний момент в рамках этого цикла вышли такие документальные фильмы, как «Что могут экстрасенсы?», «Земля — не шар», «Неведомые чудовища на Земле», «Отрицатели болезней», «Новые документы об НЛО», «Тайные рецепты неофициальной медицины», «Дарвин ошибался?» и «Альтернативная история России».

### Книги
- Еда живая и мёртвая. 5 принципов здорового питания (2017)[18]
- Технология бессмертия (2017)[19]
- Еда живая и мёртвая. Продукты-целители и продукты-убийцы (2018)[20]
- Еда живая и мертвая. Научные принципы похудения (2018)[21]
- Тайны женского тела. Как внешняя красота зависит от внутренних процессов — новейшие научные открытия (2019)[22]
- Еда живая и мертвая. Рецепты для здоровья и красоты (2020)[23]
- Ешь и молодей! Какие способы продления жизни практикуют сами учёные? (2020)[24]
- 50 полезных пищевых привычек (2022)[25]
- Непробиваемый иммунитет (2022)[26]
- Мои правила осознанного питания (2023)[27]

## Признание
Программы Сергея Малозёмова неоднократно попадали в шорт-лист номинаций национальной телевизионной премии ТЭФИ.
- 2015 — Фильм «Соль и сахар. Смерть по вкусу» был номинирован на ТЭФИ в разделе «Просветительская программа»[28].
- 2016, 2017, 2018, 2019 — Программа «Чудо техники» вышла в финал ТЭФИ «Просветительская программа»[29].
- 2018 — Программа «Чудо техники» получила премию «За верность науке» в номинации «Лучшая телепрограмма»[30].
- 2023 — Программа «Чудо техники с Сергеем Малозёмовым» завоевала национальную телевизионную премию ТЭФИ в номинации «Просветительская программа»[31].

### Награды
- Медаль ордена «За заслуги перед Отечеством» I степени (4 января 2024 года) — за заслуги в развитии средств массовой информации и многолетнюю добросовестную работу[32]